# Associazione Sportiva Rota Volley 2011-2012
Questa voce raccoglie le informazioni riguardanti l'Associazione Sportiva Rota Volley nelle competizioni ufficiali della stagione 2011-2012.

## Organigramma societario
Area direttiva
- Presidente: Giuseppe Maiellaro

Area tecnica
- Allenatore: Emiliano Giandomenico (fino al 28 dicembre 2011), Pasqualino Giangrossi (dal 29 dicembre 2011 al 23 aprile 2012), Salvatore Albanese (dal 23 aprile 2012)
- Allenatore in seconda: Salvatore Albanese (fino al 23 aprile 2012)
- Scout man: Barros Zè Araujo (dal al 1º febbraio 2012)

Area sanitaria
- Medico: Francesco Scafuro
- Preparatore atletico: Barros Zè Araujo (dal al 1º febbraio 2012)
- Fisioterapista: Antonio Brescia (fino al 1º febbraio 2012)

## Rosa
| N° | Nome                   | Ruolo | Data di nascita   | Nazionalità sportiva |
| -- | ---------------------- | ----- | ----------------- | -------------------- |
| 1  | Ashley Engle           | P     | 26 gennaio 1988   | Stati Uniti          |
| 2  | Valentina Russo        | C     | 31 luglio 1991    | Italia               |
| 3  | Eleonora Fastellini    | S     | 15 aprile 1986    | Italia               |
| 4  | Nikoletta Kouotouxidou | P     | 10 gennaio 1980   | Grecia               |
| 6  | Elitza Krasteva        | L     | 17 ottobre 1982   | Italia               |
| 7  | Manuela Caponi         | C     | 20 luglio 1979    | Italia               |
| 8  | Marta Medaglioni       | L     | 3 novembre 1986   | Italia               |
| 9  | Mary Grace Laghi       | P     | 26 maggio 1986    | Italia               |
| 10 | Francesca Moretti      | S     | 5 febbraio 1985   | Italia               |
| 11 | Jaline Prado           | S/O   | 27 dicembre 1979  | Brasile              |
| 12 | Giulia Pascucci        | S     | 29 settembre 1993 | Italia               |
| 17 | Vittoria Repice        | C     | 1º giugno 1986    | Italia               |

## Risultati

### Serie A2

#### Girone di andata
| 1ª giornata - 9 ottobre 2011 PalaRota, Mercato San Severino       | Rota           | 3 - 0 | Time Matera         | 25-13, 25-20, 25-11               |
| 2ª giornata - 16 ottobre 2011 PalaBertoni, Crema                  | Crema          | 3 - 0 | Rota                | 29-27, 28-26, 25-11               |
| 3ª giornata - 23 ottobre 2011 PalaRota, Mercato San Severino      | Rota           | 1 - 3 | Cuatto Giaveno      | 25-16, 21-25, 19-25, 21-25        |
| 4ª giornata - 30 ottobre 2011 PalaPozzillo, Sala Consilina        | Antares        | 3 - 2 | Rota                | 22-25, 25-20, 23-25, 25-19, 15-13 |
| 5ª giornata - 6 novembre 2011 PalaRota, Mercato San Severino      | Rota           | 1 - 3 | Verona              | 25-15, 20-25, 12-25, 18-25        |
| 6ª giornata - 13 novembre 2011 PalaLiabel, Salsomaggiore Terme    | Terre Verdiane | 3 - 1 | Rota                | 19-25, 25-21, 25-20, 25-15        |
| 7ª giornata - 20 novembre 2011 PalaRota, Mercato San Severino     | Rota           | 3 - 2 | San Vito            | 25-27, 25-13, 23-25, 25-21, 15-11 |
| 8ª giornata - 27 novembre 2011 PalaBusnago, Busnago               | Busnago        | 3 - 1 | Rota                | 22-25, 25-12, 30-28, 25-17        |
| 9ª giornata - 4 dicembre 2011 PalaRota, Mercato San Severino      | Rota           | 3 - 0 | Pontecagnano Faiano | 25-19, 25-11, 26-24               |
| 10ª giornata - 8 dicembre 2011 PalaParenti, Santa Croce sull'Arno | Santa Croce    | 3 - 0 | Rota                | 25-23, 25-16, 25-15               |
| 11ª giornata - 11 dicembre 2011 PalaRota, Mercato San Severino    | Rota           | 0 - 3 | Loreto              | 23-25, 22-25, 12-25               |
| 12ª giornata - 18 dicembre 2011 PalaRota, Mercato San Severino    | Rota           | 3 - 2 | Casalmaggiore       | 25-19, 19-25, 25-23, 21-25, 15-11 |
| 13ª giornata - 26 dicembre 2011 Palazzetto dello sport, Frosinone | IHF            | 3 - 0 | Rota                | 25-18, 25-17, 25-22               |
| 14ª giornata - 8 gennaio 2012 PalaScoppa, Soverato                | Soverato       | 3 - 2 | Rota                | 20-25, 25-23, 25-22, 18-25, 15-7  |
| 15ª giornata - 15 gennaio 2012 PalaRota, Mercato San Severino     | Rota           | 3 - 0 | Forlì               | 25-18, 25-23, 25-22               |

#### Girone di ritorno
| 16ª giornata - 22 gennaio 2012 PalaSassi, Matera                    | Time Matera         | 1 - 3 | Rota           | 25-23, 20-25, 20-25, 17-25        |
| 17ª giornata - 29 gennaio 2012 PalaRota, Mercato San Severino       | Rota                | 0 - 3 | Crema          | 23-25, 19-25, 13-25               |
| 18ª giornata - 5 febbraio 2012 Palazzetto dello Sport, Giaveno      | Cuatto Giaveno      | 3 - 0 | Rota           | 25-21, 25-23, 25-15               |
| 19ª giornata - 12 febbraio 2012 PalaRota, Mercato San Severino      | Rota                | 3 - 1 | Antares        | 22-25, 25-19, 25-22, 25-22        |
| 20ª giornata - 19 febbraio 2012 PalaGeorge, Montichiari             | Verona              | 3 - 1 | Rota           | 25-19, 25-20, 19-25, 28-26        |
| 21ª giornata - 26 febbraio 2012 PalaRota, Mercato San Severino      | Rota                | 1 - 3 | Terre Verdiane | 25-19, 22-25, 19-25, 20-25        |
| 22ª giornata - 11 marzo 2012 PalaMacchitella, San Vito dei Normanni | San Vito            | 2 - 3 | Rota           | 11-25, 25-22, 25-20, 19-25, 13-15 |
| 23ª giornata - 18 marzo 2012 PalaRota, Mercato San Severino         | Rota                | 0 - 3 | Busnago        | 22-25, 23-25, 18-25               |
| 24ª giornata - 25 marzo 2012 PalaPicentia, Pontecagnano Faiano      | Pontecagnano Faiano | 3 - 1 | Rota           | 25-15, 18-25, 25-22, 25-23        |
| 25ª giornata - 1º aprile 2012 PalaRota, Mercato San Severino        | Rota                | 3 - 2 | Santa Croce    | 21-25, 25-23, 24-26, 25-23, 21-19 |
| 26ª giornata - 7 aprile 2012 PalaSerenelli, Loreto                  | Loreto              | 3 - 2 | Rota           | 25-18, 25-27, 25-22, 25-18, 15-13 |
| 27ª giornata - 15 aprile 2012 PalaBaslenga, Casalmaggiore           | Casalmaggiore       | 3 - 1 | Rota           | 25-27, 25-18, 25-21, 25-17        |
| 28ª giornata - 22 aprile 2012 PalaRota, Mercato San Severino        | Rota                | 3 - 2 | IHF            | 24-26, 16-25, 25-15, 25-22, 15-13 |
| 29ª giornata - 25 aprile 2012 PalaRota, Mercato San Severino        | Rota                | 3 - 1 | Soverato       | 25-22, 25-23, 12-25, 25-22        |
| 30ª giornata - 29 aprile 2012 PalaRomiti, Forlì                     | Forlì               | 3 - 1 | Rota           | 25-27, 25-15, 25-16, 25-16        |